# Histoire de l'Algérie depuis 1962
Pour un article plus général, voir Histoire de l'Algérie.
L’Algérie devient indépendante à l’issue d’une guerre de 8 ans contre l'occupation coloniale française, une présence qui dura 132 ans, et qui prit fin officiellement le 5 juillet 1962. Le Front de libération nationale (FLN), quoique dominé militairement, sort vainqueur politique de la guerre, à la fois contre les partisans de l'Algérie française et contre ses rivaux, et parvient alors au pouvoir. Ayant un projet socialiste, et recevant de l'aide militaire de l'URSS, il gouverne le pays, en tant que parti unique, jusqu'en 1989. L'allusion à la révolution socialiste est néanmoins abandonnée en 1976, sous Houari Boumédiène, l'Algérie se rapprochant du mouvement des non-alignés. La démocratisation du régime dans les années 1980, sous Chadli Bendjedid et à la suite d'importants mouvements de protestation, s'achève brutalement avec le début de la guerre civile en 1991. L'Algérie traverse alors une « décennie noire », marquée par l'affrontement entre les militaires, qui continuent à détenir les rênes du pouvoir, et les divers groupes islamistes (AIS, GIA, GSPC, etc.). En 1999, l'élection d'Abdelaziz Bouteflika contribue à ramener l'ordre. Toutefois, celui-ci règne en autocrate sur l'Algérie, et doit, au terme de quatre mandats successifs, renoncer au pouvoir le 2 avril 2019. Son successeur sera, à la fin de l'année 2019, Abdelmadjid Tebboune.

## L'Algérie après les accords d'Évian (1962-1965)

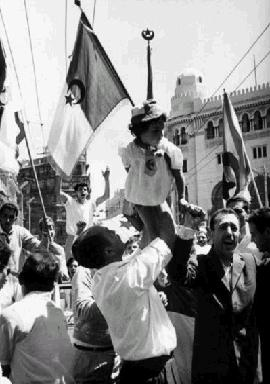
Population en liesse commémorant en 2007 la proclamation officielle de l’indépendance (5 juillet 1962)

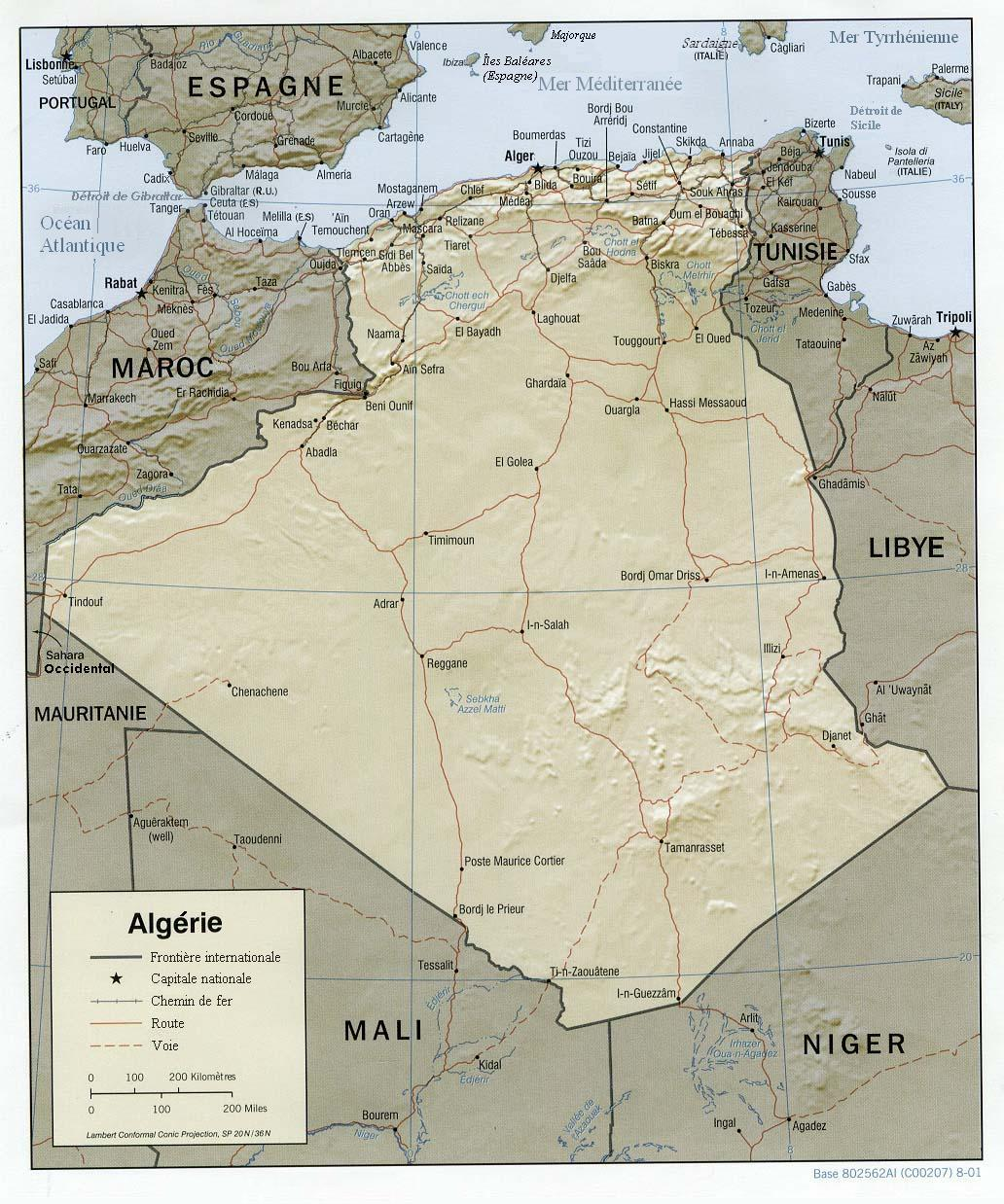
carte d'Algérie

Conformément aux accords d’Évian, l'indépendance est acquise sur le plan politique à travers le référendum d’autodétermination du 1er juillet 1962, par lequel les Algériens se prononcent à 99,72% en faveur de l’indépendance de l’Algérie. Les revendications nationales, sociales et culturelles donnent naissance à un slogan politique : Tahya el Djazaïr, « vive l'Algérie ». Les accords d'Évian prévoyaient toutefois le maintien de la présence française dans la base navale de Mers el-Kébir ainsi qu'à Reggane, centre du programme nucléaire militaire français au Sahara, où les premières bombes nucléaires françaises sont expérimentées entre 1960 et 1966.
Après l'indépendance, les chefs du FLN entrent en conflit. Ahmed Ben Bella et Houari Boumédiène, aidés par la Wilaya I (Aurès), la Wilaya II (Constantinois), la Wilaya V (Oranie), la Wilaya VI (Sud), font la guerre contre Mohamed Boudiaf et Krim Belkacem de la Wilaya (III) et (IV). S'ensuit la crise de l'été 1962. Ahmed Ben Bella et Houari Boumédiène en sortent vainqueurs et prennent Alger le 4 septembre 1962. C'est toutefois Ferhat Abbas qui préside l'Algérie du 25 septembre 1962 au 15 septembre 1963.
Entre juillet 1962 et janvier 1963, l'Algérie est au bord du chaos. Malgré la signature du Protocole judiciaire franco-algérien du 28 août 1962, le mauvais fonctionnement de la police et de la justice a des conséquences importantes sur la sécurité des habitants. La plus grande partie des Européens restant quitte le pays et des milliers de harkis sont assassinés. « Le nouvel État algérien est dans l'incapacité de lever l'impôt ». Le déficit est de 200 milliards en décembre. Ben Bella est contraint de demander 40 milliards au gouvernement français.
Abbas est remplacé en 1963 par Ahmed Ben Bella, qui dirige le pays jusqu'en 1965 et instaure un pouvoir fort. Le gouvernement Ben Bella inclut Houari Boumédiène en tant que ministre de la Défense et vice-président du Conseil, poste qu'il partage avec Saïd Mohammedi (qui sera écarté plus tard par Boumédiène et rejoindra le FIS à la fin des années 1980), et Rabah Bitat (qui deviendra ministre d'État sous Boumédiène).
En octobre 1963, une loi nationalise les terres des colons, qui possédaient alors 27 % de la surface agricole utile (SAU) du pays (soit près de 3 millions d'hectares), tandis que les quelques milliers de grands propriétaires algériens (1,3 % de l’effectif des propriétaires) détenaient 23 % des terres . Néanmoins, la réforme agraire mise en place par Amar Ouzegane, « improvisée et désorganisée », déçoit par ses mauvais rendements et la casse importante de tracteurs qu'elle occasionne. 
En octobre 1963, l'Algérie entre en guerre avec le Maroc : c'est la « guerre des sables », qui prend fin grâce à une médiation de l'Organisation de l'unité africaine. Le pouvoir réprime aussi la révolte des Kabyles, soutenue par le Front des forces socialistes de Hocine Ait Ahmed qui est condamné à mort l'année suivante, avant de réussir à s'évader en 1966, ce qui lui permet de partir en exil. L'ex-vice-président du GPRA, Mohamed Boudiaf, et opposant de Ben Bella, fonde le Parti de la révolution socialiste avant d'être arrêté en 1963, puis condamné à s'exiler l'année suivante.
De 1963 à 1966, la France fait quatre essais atmosphériques et treize essais nucléaire sous terre à Reggane, dans le Sahara algérien. Bien que les relations soient tendues avec la France, elles ne cessent jamais complètement, et l'immigration de travailleurs algériens en France continue. Paris assiste le Maroc dans la répression du Front Polisario, soutenu par Alger, et achète peu de pétrole à l'Algérie[réf. nécessaire]. 
La militarisation du pouvoir issue de la guerre entraîne celle du pays. Les militaires, sans accaparer tous les pouvoirs, contrôleront le pays pendant plusieurs décennies à travers la sélection de ses dirigeants et se réserveront les décisions en matière de répartition des budgets.

## L'Algérie sous Boumédiène (1965-1978)
Houari Boumédiène prend le pouvoir à l'issue du putsch de 1965, qu'il présente officiellement comme un « correctif » décidé par le Conseil de la révolution algérienne. Quelques rares étudiants procommunistes tentent, sans succès, de s'opposer au coup d'État . Boumédiène règne en autocrate jusqu'en 1978, perpétuant le système du parti unique, mais dirigeant surtout grâce à l'armée. 
Plusieurs opposants s'exilent alors : Bachir Boumaza, l'ex-vice-président du Conseil de Ben Bella, se réfugie en France en 1966, tandis que son homologue Saïd Mohammedi est placé sous résidence surveillée ; Hocine Aït Ahmed, chef du Front des forces socialistes, s'évade de la prison d'El-Harrach en 1966 et s'exile en Suisse, de même que son camarade Ali André Mécili, assassiné en France en 1987; l'ex-ministre des Affaires étrangères du GPRA, Krim Belkacem, est quant à lui assassiné à Francfort en 1970. Après son arrestation aux côtés de Mohamed Harbi, ex-conseiller de Ben Bella qui deviendra finalement professeur en France, Bachir Hadj Ali fonde le Parti de l'avant-garde socialiste (PAGS), qui succède au Parti communiste interdit sous Ben Bella, et qui sera dirigé par Sadek Hadjerès. 
Boumédiène démarre les « trois révolutions » : industrielle, agraire et culturelle et construit les bases d'une administration moderne et laïque et de l'État-nation algérien (il refuse ainsi un projet d'association avec la Mauritanie, proposé par les dirigeants de ce pays). Il continue le programme de nationalisations entamé sous Ben Bella (création de la Sonatrach en 1963), avec la nationalisation du secteur minier et bancaire (1966), celle du secteur de distribution des produits pétroliers (1967), et enfin le lancement du pré-plan triennal (1966 –1969) en vue de la mise en place des moyens matériels pour la réalisation des futurs plans (plan quadriennal de 1970-1973), et la nationalisation du secteur amont des hydrocarbures (1971). Une loi de réforme agraire est promulguée en 1971, Boumédiène tentant de briser le système féodal du khammessat, sorte de métayage particulièrement injuste . Il affaiblit aussi le poids des notables locaux, les cheiks, et généralise le salariat et la protection des travailleurs .
Boumédiène bénéficie alors du soutien de la quasi-totalité de la population . Le taux de croissance est de 7,5 % en moyenne de 1967 à 1973 , tandis que l'emploi est doublé dans la décennie 1965-1975 . De nombreux projets industriels sont mis en route, aussi bien dans l'industrie lourde que dans l'industrie légère (textile, mécanique, agro-alimentaire, bois, etc.) . Sur le plan social, l'éducation se généralise, des universités sont construites sur tout le territoire, l'usage de la langue arabe étant favorisé, tandis que la santé devient gratuite et accessible à tous et que l'État met en œuvre des programmes de redistribution des revenus . Il décentralise aussi l'administration, et instaure la « gestion socialiste des entreprises », qui consiste en une participation des travailleurs à la marche de l'entreprise . Le cinéma algérien n'est pas en reste, avec l'attribution de la Palme d'or, au festival de Cannes de 1975, aux Chronique des années de braise de Mohammed Lakhdar-Hamina, non plus que le théâtre (création de dizaines de troupes , dont celle de Kateb Yacine ou de Hadj Smaine). 
Partisan de l'égalité des femmes, il tente d'interdire la polygamie et encourage la scolarisation des filles ainsi que la mixité scolaire .
L'un des piliers du régime, Ahmed Medeghri, Ministre de l'Intérieur, des collectivités territoriales et de la fonction publique (les services de sécurité dépendent d'un autre baron du régime, Kasdi Merbah, répondant directement devant Boumediene ), est assassiné par le régime, marquant un tournant dans l'histoire algérienne . C'est par le canal du Ministère de l'Intérieur que transitaient différentes réformes importantes (décentralisation, réforme agraire, nouveaux villages « socialistes », modernisation des villes…). Un deuxième relais important de l'action de Boumédiène est la direction générale du Plan, devenue secrétariat d'État dans le troisième gouvernement de Boumédiène (1970-1977), et détenue par l'économiste Kémal Abdallah-Khodja . Le troisième relais de la modernisation est constitué par le Ministère de l'Industrie et de l'Énergie, dirigé par Bélaïd Abdeslam, et dont l'administration rassemble la plupart de l'élite moderniste nationale . Abdeslam, dont l'action économique a pu être sévèrement critiquée , réussit souvent à éclipser la direction du Plan. C'est sous l'impulsion d'Abdeslam qu'un monopole d'État sur le commerce et la distribution est instauré, en 1972-1974, menant à la désorganisation de l'économie, à des pénuries chroniques sur certains produits, qui favorisent le système D, la spéculation commerciale et la corruption .
Contrairement aux opinions reçues, le FLN n'a en fait que peu d'influence sur le gouvernement : la plupart des hommes d'État n'ont aucun lien avec le Parti, et n'en ont souvent pas même la carte .
Sur le plan institutionnel, une Charte et une Constitution sont adoptées. L'arabisation des institutions est décrétée. La Charte de 1976 abandonne la référence à la « révolution socialiste », et place l'Algérie davantage dans le camp des non-alignés. Dès 1973, Boumédiène avait organisé avec succès le Sommet des non-alignés à Alger, qui offrait alors son soutien aux différents mouvements de libération nationale (soutien au MPLA angolais, au PAIGC d'Amilcar Cabral, à la Zanu-PF ou encore à l'ANC sud-africaine ). Mandaté par les pays non-alignés, il prononce à l'ONU, en 1974, un discours sur l'instauration d'un Nouvel ordre économique international (NOEI) qui fait date. L'année suivante, il accueille le premier sommet de l'OPEP au cours duquel une politique commune est élaborée.
Les relations avec le Maroc s'améliorent alors, un traité entre Boumédiène et Hassan II, signé en 1972, définissant les frontières communes. En raison du conflit persistant concernant le Sahara occidental, et qui donne lieu à la Marche verte en 1975, l'Algérie soutenant le Front Polisario, le Maroc retarde cependant la ratification de ce traité jusqu'en 1989. En janvier 1976, des conflits éclatent entre l'armée algérienne et marocaine au Sahara occidental. Du côté de la Libye, les relations entre Alger et Tripoli sont plus cordiales, du moins jusqu'à un refroidissement dans les années 1980, à la suite de l'accord de 1983 entre le Maroc et la Libye. Boumédiène lance aussi le slogan « Méditerranée, lac de paix », et convainc Bourguiba de s'associer à cette initiative, sans contenu effectif réel, qui vise à faire dialoguer les pays du Maghreb avec l'Europe .
Enfin, le président français Valéry Giscard d'Estaing est reçu à Alger. En décembre 1968, Bouteflika avait négocié au nom de la République algérienne l'accord franco-algérien sur l'émigration (à la fin des années 1960, Boumédiène instaure aussi une autorisation de sortie nécessaire pour se rendre à l'étranger ). Pendant l'ère Boumédiène, plusieurs personnalités algériennes meurent, dont Krim Belkacem en 1970 et Messali Hadj qui meurt aussi en 1974, en France, et est inhumé à Tlemcen. Boumédiène meurt en 1978. Rabah Bitat est chargé de l'intérim de l'État. Chadli Bendjedid est choisi face aux prétendants Mohamed Salah Yahaoui et Abdelaziz Bouteflika par le comité central du parti FLN comme candidat unique au scrutin présidentiel.

## L'Algérie dans les années 1980
Chadli Bendjedid prend la tête de l'État algérien, le 9 février 1979. Il libère Ahmed Ben Bella en 1980 et libéralise, à partir de 1987, l'économie (en particulier sous le gouvernement Hamrouche en 1989-1991, dont l'œuvre sera plus ou moins poursuivie par le gouvernement Malek en 1993-1994). La politique de l'arabisation continue . Un Code de la famille est décrété en 1984 par l'Assemblée populaire nationale, présidée par Rabah Bitat. Celui-ci a été fortement contesté dès sa promulgation par les féministes, dont Fettouma Ouzeguène, Akila Ouared, Zhor Zerari, Zohra Drif (épouse du défunt Rabah Bitat), avocate et sénatrice, ou Louiza Hanoune .
Sur le plan international, Bendjedid ouvre les portes au dialogue avec les autres chefs d'État du Maghreb et au président français. Avec son ministre des Affaires étrangères Mohamed Seddik Ben Yahia, qui meurt en 1982, il adoucit les relations avec les États-Unis, et voyage même à Washington rencontrer Reagan. En 1983, c'est aussi le premier chef d'État algérien à être invité à Paris, par François Mitterrand. Enfin, l'Algérie participe en février 1989 à la fondation de l'Union du Maghreb arabe, avec la Libye, le Maroc, la Mauritanie et la Tunisie. Economique, l'accord prévoit aussi des clauses militaires; toute agression contre l'un des États doit être considérée comme agression contre tous les autres États. Dans une allusion implicite au conflit sahraoui, les États promettent de ne pas soutenir ni tolérer les activités d'organisations posant un problème de sécurité nationale aux autres États de l'Union.
Mais l'Algérie est frappée par la crise économique, l'affairisme et la corruption, ouvrant une « décennie noire » qui fera le lit de l'islamisme. En 1986, la chute du dollar entraîne une forte baisse des revenus issus des hydrocarbures. Les différents gouvernements (gouvernement Merbah de 1988 à 1989, Hamrouche de 1989 à 1991 et Ghozali de 1991 à 1992) s’engagent dans la libéralisation de l’économie en libérant les prix, en restreignant l’activité des monopoles à l’importation, en procédant à une importante dévaluation du dinar (plus de 50 %) . Le monopole d'État sur le commerce est abrogé en février 1991 .
Le pouvoir doit aussi faire face aux premiers mouvements populaires depuis l'indépendance. Face au Printemps berbère de 1980, puis aux émeutes de Constantine en 1986, il réagit par la répression. En octobre 1988, l'armée décide de tirer sur les émeutiers (Événements du 5 octobre 1988 en Algérie). La corruption affecte aussi lourdement le régime Chadli, à la faveur duquel beaucoup d'hommes écartés sous Boumediene reviennent, tandis que l'affairisme et le trabendo se développent. En octobre 1985, l'acquittement par le Tribunal militaire de Rachid Zeggar, un ami proche de Boumediene, soulève l'indignation dans le pays . La même année, le Mouvement pour la démocratie en Algérie (MDA) de Ben Bella passe un accord avec le Front des forces socialistes (FFS), en partie grâce aux efforts d'Ali André Mécili .
Au terme de plusieurs années de gestion autocratique des affaires de l’État, le président Chadli, soucieux de pacifier toutes les franges du pouvoir et du peuple en vue d'un changement, lance à partir de l’année 1988 l’Algérie dans un processus de démocratisation. Le FLN détenait à l'époque la totalité des sièges du gouvernement et des autres institutions. Une nouvelle constitution approuvée par référendum en février 1989 marque une rupture en instaurant pour la tenue des élections le multipartisme et un régime de liberté de la presse. Dès lors plusieurs partis et journaux voient le jour. Faisant suite à la loi d'orientation foncière de 1987, qui institue un droit individuel d'exploitation, cessible et transmissible, aux salariés des fermes d'État, la loi d'orientation foncière de 1990 annule la réforme agraire de 1971, restituant 400 000 hectares à leurs propriétaires et sans prendre en compte les bénéficiaires de la loi de 1987 . Les grandes exploitations agricoles, qui couvraient 42 % de la SAU à la fin des années 1970, n'en représentaient plus que 11,7 % en 2001 . Des élections municipales sont programmées. Des élections législatives suivront en 1991.
Cette ouverture conduit à l’entrée des islamistes du Front islamique du salut (FIS) dans le champ politique : ils remportent les élections municipales du 21 juin 1990, puis arrivent en tête du premier tour des élections législatives du 26 décembre 1991 avec 47 % des voix exprimées (le taux d'abstention étant de 41 %). En réaction, l’l’armée intervient et interrompt le processus électoral : le 11 janvier 1992, le président Chadli Bendjedid annonce sa démission et le 14 janvier un Haut Comité d'État est mis en place. Cette évolution mène l’Algérie dans une décennie de violences et de terrorisme.
Sur le plan énergétique, l'Algérie inaugure en 1989 à Draria son premier réacteur nucléaire de recherche construit avec l'aide de l'Argentine . En 1993, elle inaugure le réacteur de Aïn Oussara, construit avec l'aide de la Chine ,.

## La guerre civile (années 1990)
La mouvance islamiste, qui multiplie les démonstrations de force, profite de l'ouverture démocratique. La crise économique perdure. En juin 1990, le Front islamique du salut (FIS) remporte les élections municipales. Ce mouvement sort également vainqueur lors du premier tour des élections législatives de décembre 1991, bien que le premier parti du pays à ces élections ait été en réalité celui de l'abstention (taux de participation : 59 %).
Le pouvoir réagit en interrompant brutalement le processus électoral. En janvier 1992, l'armée, qui continue à tenir les rênes du pouvoir, obtient la démission de Chadli Bendjedid, remplacé par un Haut Comité d'État. Le FIS est officiellement dissous la même année.
Dès lors, le pays sombre dans le chaos : c'est la « décennie noire ». Policiers et journalistes assassinés, rafles à l'aveuglette, camps de détention inhumains au sud, établissements brûlés, bombes, villages décimés se succèdent… Les statistiques officielles mentionnent plus de 200 000 morts  et des milliers de disparus.
Mohamed Boudiaf, après 28 ans d'exil, prend la tête du Haut Comité d'État le 2 janvier 1992. Un des chefs historiques de la guerre d'Algérie et fondateur du FLN, il souhaitait une Algérie démocratique tournée vers la modernité, et disait vouloir mettre fin à la corruption qui gangrenait l'État. Six mois à peine après son accession au pouvoir, il est assassiné sous les regards de milliers de téléspectateurs algériens en plein discours à Annaba, le 29 juin 1992.  
Ali Kafi est alors désigné à la présidence de l'État. Liamine Zeroual lui succède le 30 janvier 1994.
Le 15 janvier 1995, Zeroual doit faire face à de nouvelles pressions diplomatiques internationales engendrées notamment par les accords dits de Sant' Egidio, signés à Rome par les dirigeants politiques de l'opposition dénonçant la mainmise militaire sur l'État. Cette négociation regroupe plusieurs partis (Front des forces socialistes (FFS), Front de libération nationale (Algérie) (FLN), Parti des travailleurs (Algérie)(PT), et le parti dissous Front islamique du salut (Algérie)(FIS). Une plateforme est signée ; elle propose aux autorités une base pour résoudre la crise politique en Algérie. La proposition est toutefois rejetée par plusieurs partis, dont le RND et le RCD.
Le 30 janvier 1995, le premier attentat-suicide, revendiqué par le GIA, choque le pays, faisant 42 morts à Alger . En 1996, l'assassinat des moines de Tibhirine, attribué au GIA, soulève l'indignation de l'opinion internationale. Douze ans plus tard, la presse évoquera la possibilité d'une bavure des services de renseignement algériens, camouflée en attentat du GIA , . Le conflit déborde en France, avec le détournement d'un vol d'Air France en décembre 1994, puis la vague d'attentats de 1995. 
Les groupes armés menaient alors ce qu'ils appellent le Jihad (guerre sainte). De son côté, le régime en place, sous prétexte de lutte antiterroriste, restreint la liberté d'expression, le champ d'action des partis politiques et celui des ONG, locales et internationales.
Dans le but de restaurer la légitimité perdue des institutions de l'État, Zeroual organise la première élection présidentielle à scrutin pluraliste . Il remporte cette élection le 16 novembre 1995 avec plus de 60 % des voix, contre 25 % pour Mahfoud Nahnah (Mouvement de la société pour la paix, islamiste).
Une nouvelle constitution est approuvée par référendum le 28 novembre 1996.
Au cours du mandat du président Zéroual (16 novembre 1995 - 27 avril 1999), proche du Rassemblement national démocratique, s'engagent des tentatives de règlement politique de la crise, mais aucun accord n'est trouvé. Néanmoins, l'AIS (branche armée du FIS) décide d'observer une trêve : le président Zéroual promulgue une loi Er-Rahma (« la Clémence ») pour les terroristes repentis. Pendant la période, de nombreux massacres sont commandités aux portes d'Alger (massacres de Raïs (en), Bentalha et Ramka, avec plus de 1000 morts civils exécutés, semble-t-il, par le GIA).
Vers la fin des années 1990, Les partis politiques vont vivre des situations de conflits internes.
- crise dans le Front de libération nationale (Algérie) (FLN) entre les chefs.
- crise dans le parti du Rassemblement pour la culture et la démocratie (RCD) entre décideurs.
- crise dans le parti Mouvement pour la réforme nationale.

Le 25 juin 1998, le chanteur populaire berbère Matoub Lounès est assassiné sur une route de Kabylie. D'abord attribué à des groupes islamistes, cet événement provoque des émeutes dans toute la région. Le climat est d'autant plus tendu que la loi sur la généralisation de l'arabisation remet la question du pluralisme linguistique au premier plan. La même année, le président Liamine Zéroual annonce sa décision de démissionner un an avant le terme de son mandat.

## L'Algérie sous Bouteflika (1999-2019)

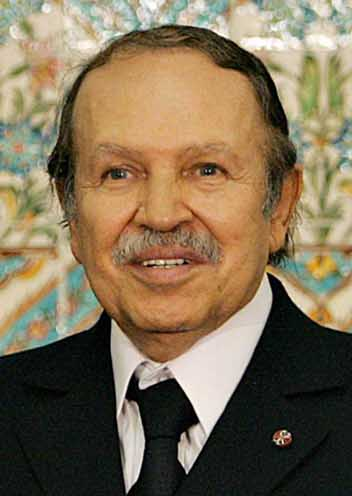
Abdelaziz Bouteflika, président de la République algérienne

Élu pour un premier mandat de 1999 à 2004, Abdelaziz Bouteflika est réélu la même année pour un second mandat qui dure jusqu'en 2009, date à laquelle il est réélu une troisième fois avec plus de 90 % des suffrages. Ce troisième mandat a été possible par un amendement de la Constitution en 2008, qui interdisait auparavant de briguer plus de deux mandats successifs. Trois partis, le Front de libération nationale (FLN), le Rassemblement national démocratique (RND) et le Mouvement de la société pour la paix (MSP) demeurent au gouvernement.

### Le premier mandat de Bouteflika (1999-2004)
Une élection présidentielle anticipée est alors organisée en avril 1999. Huit candidats se présentent au premier tour parmi lesquels figure Abdelaziz Bouteflika, ex-ministre des Affaires étrangères de Boumediene. Se présentant comme candidat « indépendant ». Il faut comprendre qu'il n'est pas investi par le FLN, mais est tout de même soutenu par l'armée. Le Front de libération nationale (Algérie) (FLN), le Rassemblement national démocratique (RND) et le Mouvement de la société pour la paix (MSP) s'allient ensemble pour le soutenir. Avant la fin du déroulement des élections, les sept autres candidats décident d'un commun accord de se retirer à la suite de cas de fraudes qu'ils déclarent avoir observés. 
Abdelaziz Bouteflika décide de maintenir sa candidature et remporte à l'issue du scrutin l’élection présidentielle avec un taux de 74 %. Il s'engage dès lors à appliquer son programme qui s'articule autour de trois axes principaux :
- le retour de la paix à travers l'application de la « concorde nationale »;
- la réactivation de l'économie ;
- le retour de l'Algérie sur la scène internationale (à travers, notamment, le "dialogue méditerranéen").

Bouteflika affiche sa volonté de parvenir à la paix civile, faisant voter la loi dite de la « concorde civile » (semblable à la loi Er-Rahma de Zéroual) qui est approuvée par référendum, bien que contestée par ceux qui s'opposent à l'amnistie offerte sans garanties aux islamistes. Les groupes armés commencent à déposer les armes, surtout à Jijel à l'est et Aïn Defla à l'ouest. Seul le GSPC demeure véritablement actif, profitant même des attentats du 11 septembre 2001, aux États-Unis, et de la célébrité acquise par Al-Qaïda: il se rebaptise en 2007 Al-Qaida au pays du Maghreb islamique et revendique l'un des rares attentats-suicides du pays le 11 avril 2007 à Alger, qui fait une douzaine de morts et plus d'une centaine de blessés. Certains évoquent toutefois une lutte intestine des clans militaires qui serait à l'origine, selon eux, de l'attentat . Six mois plus tard, il revendique un nouvel attentat à Alger, le 11 décembre 2007, qui fait plusieurs dizaines de victimes. Des tractations, dit-on [réf. nécessaire], sont en cours pour trouver un accord d'amnistie de ses membres comme cela a été fait avec l'AIS.
Bouteflika réprime aussi brutalement les émeutes kabyles en 2001-2002. À l'issue du Printemps noir, plus de 100 morts et 5 000 blessés sont à déplorer.

### Le deuxième mandat de Bouteflika (2004-2009)

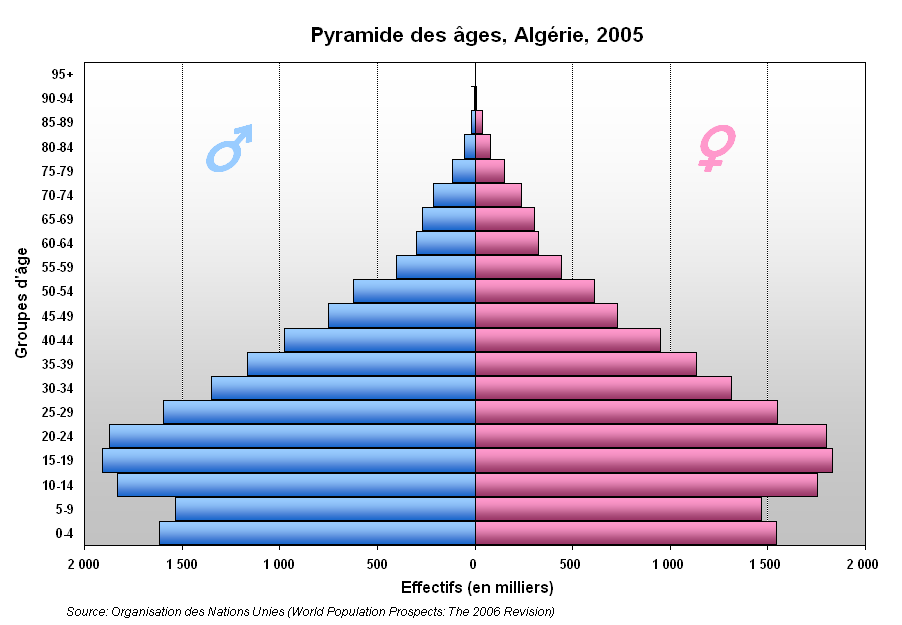
Pyramide des âges de la population algérienne en 2005.

Le premier mandat de Bouteflika s'achève en 2004. De nouvelles élections sont organisées au mois d'avril, le principal concurrent du président sortant étant son ancien Premier ministre Ali Benflis. Une campagne électorale très engagée est enregistrée entre ces deux candidats, et le suspense entretenu par les médias tant nationaux qu'internationaux, est perceptible jusqu'au dernier jour des élections. Abdelaziz Bouteflika est finalement réélu avec un taux de 85 %. 
Son programme pour le deuxième mandat prévoit un plan quinquennal pour la relance de l'économie, au profit duquel il consacre une enveloppe financière de 150 milliards de dollars. Parmi les chantiers ouverts à la faveur de ce plan, il y a l'engagement de construire un million de logements avant la fin du mandat en cours, ainsi que l'effacement de la dette extérieure qui constitue un réel fardeau pour l'économie algérienne, et enfin la réduction du taux de chômage, qui s'élevait en 2005 à plus de 30 % . La Chine pénètre alors sur le marché algérien, remportant en 2004 la majorité des grands contrats de construction (avec la présence, notamment, de China State Construction & Engineering Corporation) ainsi que le contrat de reconstruction d’une raffinerie à Skikda (est du pays) pour un montant de 390 millions de dollars, attribué à la China National Petroleum Corporation (CNPC) . L'immigration chinoise au pays s'élevait ainsi, en 2009, à au moins 25 000 travailleurs en situation régulière, ce qui a pu susciter des émeutes xénophobes, en partie en raison du chômage élevé des jeunes Algériens , qui composent la plus grosse partie de la population algérienne. La Russie profite aussi de la visite du président Poutine à Alger, en mars 2006, pour rafler un important contrat d'armement, faisant de l'Algérie son premier client en 2007 .
Sur le plan énergétique, l'Algérie, partie prenante au Traité de non-prolifération nucléaire (TNP), signe de nombreux contrats de coopération nucléaire, notamment avec la Chine, les États-Unis (juin 2007 ), la France et l'Argentine . En 2009, le ministre de l'Énergie et des Mines Chakib Khelil annonçait ainsi que la première centrale nucléaire serait prête en 2020 .
Sur le plan politique, Bouteflika fait adopter le 29 septembre 2005, par référendum, la Charte pour la paix et la réconciliation nationale . Celle-ci a été sévèrement critiquée par les ONG, la FIDH affirmant ainsi: « Cette proposition d’assurer l’impunité des auteurs de crimes qui viendraient confesser leur culpabilité aux autorités algériennes est, dans le contexte des mesures envisagées par le gouvernement algérien, insoutenable. » . Il fait aussi emprisonner en 2004 le journaliste Mohamed Benchicou, directeur du quotidien d'opposition Le Matin et auteur d'une biographie intitulée Bouteflika : une imposture algérienne (2004), qui est libéré après une peine de deux ans.
Ahmed Ouyahia redevient Premier ministre le 23 juin 2008 en remplacement d'Abdelaziz Belkhadem.

#### Les relations franco-algériennes
Le vote de la loi du 23 février 2005 sur la colonisation, par la majorité UMP sous le gouvernement Raffarin, attise les colères en Algérie, ouvrant une crise diplomatique entre les deux pays. Le président Bouteflika refuse alors de signer le traité d'amitié en préparation avec la France.
Par ailleurs, l'Algérie entame alors une coopération avec l'Union européenne (UE) concernant sa politique d'immigration (restriction des flux migratoires, externalisation de l'asile, etc.), qui se concrétise en particulier à travers la coopération policière engagée avec la France. Un « accord de coopération en matière de sécurité et de lutte contre la criminalité organisée » est signé le 25 octobre 2003 entre Paris et Alger. Celui-ci reflète un donnant-donnant simulant une égalité entre partenaires : les uns enseignent aux autres comment lutter contre l’immigration ; ceux-ci enseignent aux premiers comment se battre contre le terrorisme. Échanges de spécialistes et séminaires communs accompagnent les dotations françaises en matériels de surveillance (radars, hélicoptères, vedettes rapides..),. Un autre accord, dans les « domaines de la lutte contre le terrorisme, le crime organisé, les stupéfiants, le trafic de véhicules, l'émigration clandestine », est signé le 11 mai 2005 entre le directeur général de la police française, Michel Gaudin, et le directeur général de la Sûreté algérienne, Ali Tounsi .
Principal bénéficiaire de l'aide allouée par l'Agence française de développement (AFD) dans le Maghreb, l'Algérie négocie son soutien aux exigences françaises en échange de cette aide, tandis que l'idée de codéveloppement tendant à associer les problématiques de développement et de migrations prend son envol . Officiellement aucun lien n'est fait entre la demande française de maîtrise migratoire et le besoin algérien d'aide au développement, mais les tables de négociations sont interdépendantes . Le camp d'exilés apparaît alors sur le territoire algérien sous deux formes :
1. le « centre d'accueil » comme celui d'Adrar (1 541 km au sud d'Alger) particulièrement sordide et théâtre récurrent de maltraitances [52];
2. le camp informel comme celui dit des « Rochers » près de Tamanrasset, près de la frontière nigérienne, ou celui de Maghnia, près de la frontière marocaine [53].

En 2009, la France décide d'indemniser les victimes estimées entre 20 000 et 30 000 personnes lors des essais nucléaires français en Algérie pendant les années 1960 .

### Le troisième mandat de Bouteflika (2009-2014)
Plusieurs candidats sont validés par le Conseil constitutionnel pour l'élection présidentielle du 9 avril 2009:
Abdelaziz Bouteflika, Ali Fawzi Rebaine, Louiza Hanoune, Mohammed Jahid Younsi, Mohand Oussaid Belaid, Moussa Touati.
Plusieurs partis, comme le FFS, le RCD, etc., s'opposent à la réélection de Bouteflika. Très peu démocratique, l'élection présidentielle est contestée de toutes parts, entre autres par la participante Louiza Hanoune (Parti des travailleurs) qui dénonce la fraude électorale .
Pendant les mois de mars et avril 2009, la campagne électorale pour la présidentielle se déclenche à la suite d'un nouvel amendement constitutionnel. 
...

### Le quatrième mandat de Bouteflika (2014-2019)
L'élection présidentielle algérienne de 2014 se tient le 17 avril 2014 en Algérie. Le président sortant, Abdelaziz Bouteflika, affaibli par des problèmes de santé, est réélu pour un quatrième mandat dans un contexte de doutes sur sa capacité à gouverner le pays. Le scrutin est boycotté par la plupart des partis politiques, qui le considèrent comme truqué. Des manifestations anti-Bouteflika ont lieu dans tout le pays, mais sont rapidement réprimés et n'ont pas réellement d'écho dans la population. Ce mandat est marqué par l'affaiblissement et l'absence totale de Bouteflika dans la scène médiatique, tant sur le plan diplomatique à l'international et que sur le plan de la politique intérieure, le président demeure absent et n'a jamais pris la parole durant son mandat, on le retrouve toutefois faisant des allers-retours discrets entre la France, la Suisse et l'Algérie, notamment dans des résidences médicalisées du Val-de-Grâce, dans sa résidence huppée et protégée en Suisse ou encore dans les hôpitaux de Genève. On note aussi de nombreux limogeages dans le milieu militaire très proche du "clan Bouteflika", des généraux, des ministres opposés à sa politique (Abdelmadjid Tebboune en est le parfait exemple, nommé ministre en mai 2017 et viré en août suivant, seulement trois mois après sa prise de fonction) ou encore dans les entreprises étatiques tels que la Sonatrach.
De nombreux scandales de corruption éclatent durant ce mandat, notamment du financement de l'Autoroute Est-Ouest, première autoroute du pays mais aussi pour le financement de la Grande Mosquée d'Alger, qui aurait coûté plus de 2 milliards de dollars. Beaucoup reprochent la légitimité de ces projets, liés à la corruption qui est endémique depuis l'arrivée de Bouteflika au pouvoir.

### Élection présidentielle de 2019 - Manifestations et démission de Bouteflika
Entre 2018 et 2019, la population ainsi que les médias privés se doutaient et s'attendait à une candidature du président Bouteflika, malgré le doute et l' affaiblissement de sa santé depuis son dernier AVC en 2013. La colère est d'ailleurs montée crescendo durant cette année-là; c'est aussi à la fin de l'année 2018 que la scène artistique a commencé à montrer de l'intérêt à une possible candidature de Bouteflika et du vide politique dans le pays, notamment avec la chanson "La Casa del Mouradia" surfant sur le buzz mondial de la série espagnole "Casa de Papel", chanté par un groupe célèbre des classes populaires de la Casbah d'Alger et de Bab-El-Oued, "Ouled El Bahdja", un groupe aimé et né dans les stades durant les matchs de l'USMA d'Alger, célèbre club algérois connu par son style contestataire aussi car les stades de football, qui servent depuis des années à véhiculer des idées politiques, sont les précurseurs de la contestation et leurs slogans sont repris pendant les manifestations. La chanson est devenue le symbole du Hirak de 2019.
L'année 2019 était devenue l'année charnière qui déciderait du sort du régime algérien actuel. Avant les élections initialement prévues en mars 2019, le pays redoutait et s'attendait à une candidature et même à une victoire de Bouteflika, avec le souvenir amer des précédentes élections de 2014, qualifiées de supercherie. Mais en février 2019, la gronde de la population était devenue forte et de nombreuses personnes ont fait des appels sur les réseaux sociaux à manifester et à sortir dans la rue pour s'opposer à Bouteflika et sa "clique", bradant l'interdiction de manifester en plein Alger depuis 2001. le 19 février, un portrait géant de Bouteflika situé au siège de la wilaya de Khenchela est arraché par des manifestants. Pour certains spécialistes et analystes, c'est cet acte qui a été l'élément déclencheur du mouvement. Le 22 février a lieu la journée la plus importante et cruciale, qui a signé la mort du régime Bouteflika où selon certaines ONG, on aurait compté plus de 800 000 manifestants dans tout le pays, un véritable raz-de-marée.
Le 3 mars 2019, l'équipe politique de Bouteflika annonce sa candidature, ce qui constitue une humiliation selon les manifestants; on estime que c'est la seconde journée charnière pour le pays en termes d'affluence dans les manifestations: plus de deux millions de personnes dans tout le pays, dont environ un million à Alger.
Le 2 avril 2019, sous la pression de manifestations populaires de masse, mais aussi à l'invitation du général Ahmed Gaïd Salah, chef d'État-Major de l'Armée nationale populaire, Bouteflika démissionne.

## L'après Bouteflika (2019-2020) et la présidence Tebboune (2020-)
Abdelkader Bensalah, jusque-là président du Conseil de la nation, est investi le 9 avril 2019 des fonctions de chef de l'État par intérim, d'abord pour une période de 45 jours. Au mois de mai, faute de candidats, l'élection présidentielle est reportée à juillet 2019, situation perçue comme anticonstitutionnelle. Les élections de juillet 2019 n'ont toutefois pas lieu. Abdelkader Bensalah poursuit alors les fonctions de président par intérim pour une durée indéterminée. Quelques mois durant, l'Algérie affronte un vide constitutionnel et politique. Le mouvement populaire est sévèrement réprimé et Ahmed Gaïd Salah exige des élections au plus vite. Il se positionne en homme fort du pays. Beaucoup de spécialistes étrangers le placent alors en possible futur dirigeant, à la manière d'un Abdel Fattah al-Sissi en Égypte. Une élection présidentielle a finalement lieu le 12 décembre 2019.
Au terme du premier tour de scrutin du 12 décembre 2019, Abdelmadjid Tebboune est élu Président de la République algérienne démocratique et populaire.
Abdelmajid Tebboune repositionne l'Algérie sur la scène régionale et internationale: l'Algérie s'implique dans les pourparlers pour une fin de crise en Libye; elle négocie avec la Turquie ou encore l'Allemagne dans le cadre de la conférence de Berlin organisée en janvier 2020 par la chancelière Angela Merkel. Mais le début du mandat est perturbé par la pandémie de Covid-19.
Le 17 mars 2020, les rassemblements et marches sont interdits, en vue de limiter l'expansion de la pandémie. Le mouvement de contestation populaire faiblit. Du fait de la pandémie et à l'image du reste du monde, l'Algérie connait une crise grave. Le même mois, le président Abdelmajid Tebboune décide la fermeture des frontières.
Une réforme constitutionnelle est adoptée lors du référendum du 1er novembre 2020. De retour d'une hospitalisation à la suite d'une contamination par le Covid-19, Abdelmajid Tebboune promulgue la nouvelle constitution le 30 décembre 2020.